# Rio+5
A 19ª Sessão Especial da Assembléia Geral das Nações Unidas, mais conhecida como Rio+5  foi um congresso realizado em Nova Iorque, Estados Unidos entre 23 e 27 de junho de 1997.
Nesta cimeira procurou-se identificar as principais dificuldades de implementação da Agenda 21 e dedicou-se à definir prioridades de ação para os anos seguintes além de conferir impulso político relacionado às negociações ambientais em curso.
A Rio+5 contribuiu para criar ambiente político propício à aprovação do Protocolo de Kyoto em dezembro de 1997.